# Kolonisatie van Ceres

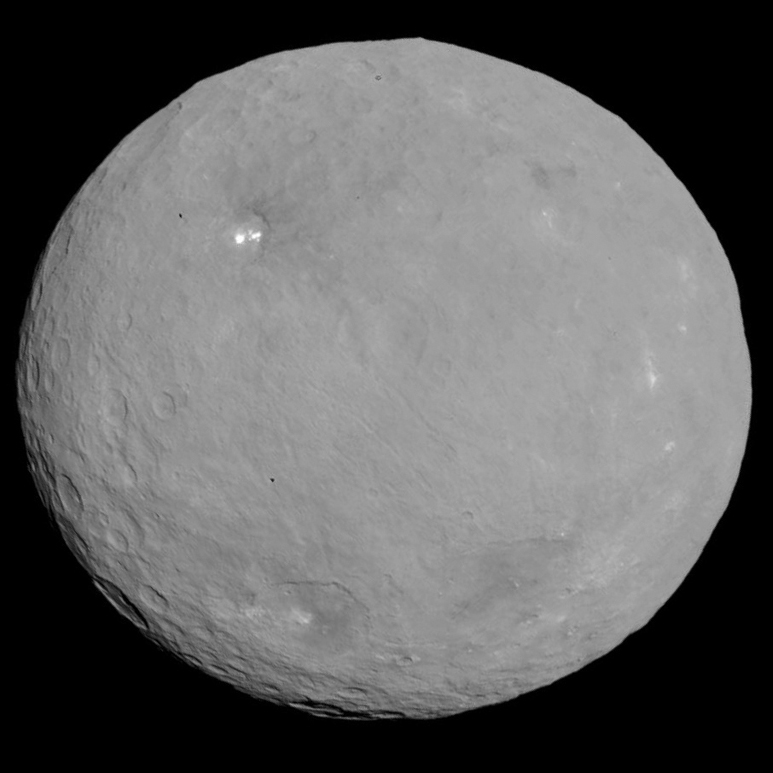
Ceres

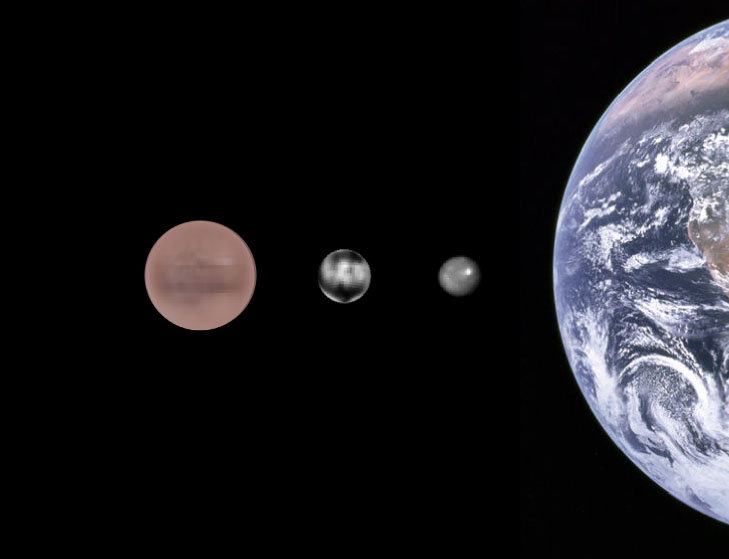
Op schaal, van links naar rechts: Eris, Charon, Ceres, Aarde

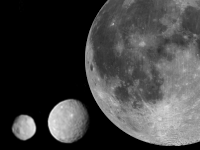
4 Vesta, Ceres, en de Maan

Ceres is voorgesteld als een mogelijke locatie voor menselijke buitenaardse kolonisatie in het binnenste zonnestelsel.

## Fysieke omstandigheden
Ceres is een dwergplaneet in de planetoïdengordel, bestaat uit ongeveer een derde van de massa van de gehele gordel, en is het op vijf na grootste hemellichaam in het binnenste zonnestelsel. Het heeft een bolle vorm met een oppervlakte van ongeveer 0,5% van dat van de Aarde, ongeveer even groot als dat van Argentinië. Observaties tonen aan dat de planeet grote hoeveelheden ijs bevat, ongeveer een tiende van de hoeveelheid water in de Aardse oceanen. De intensiteit van het zonlicht is ongeveer een negende van die op Aarde, wat het geschikt maakt voor diverse toepassingen van zonnecellen.

## Strategische locatie
Omdat het het grootste lichaam in de planetoïdengordel is, zou Ceres de hoofdbasis en transportknooppunt voor toekomstige infrastructuur voor planetoïdenmijnbouw kunnen worden. Vanaf Ceres zouden deze grondstoffen eenvoudig naar Mars, de Maan en naar Aarde getransporteerd kunnen worden.
Deze kolonisatie zou een stap kunnen zijn op de weg naar verdere kolonisatie van het zonnestelsel, zoals de manen van Jupiter. De lage ontsnappingssnelheid (voor lanceringen), gecombineerd met grote hoeveelheden waterijs, zorgt ervoor dat de planeet ook potentie heeft om als bron van water, brandstof en zuurstof te dienen, voor andere ruimteschepen die op doortocht zijn door de planetoïdengordel.
De vestiging van een permanente kolonie op Ceres zou waarschijnlijk voorafgaan aan de kolonisatie van de Maan of de kolonisatie van Mars, omdat de veel grotere zwaartekracht van deze hemellichamen fors bijdraagt aan de kosten en het risico van een eventuele kolonisatie. Ook is Ceres een planeet waarvan vaker en eenvoudiger lanceringen te plannen zijn dan van Mars. Het is energie-efficiënter om grondstoffen van de maan of Mars naar Ceres te vervoeren, dan vanaf Aarde. Het is zelfs nog efficiënter om grondstoffen van de maan naar Ceres te vervoeren, dan vanaf Aarde naar de maan.

## Eventuele moeilijkheden
Omdat Ceres waarschijnlijk geen magnetisch veld heeft, wordt het niet beschermd tegen kosmische straling of andere vormen van radiatie. Ook heeft Ceres geen noemenswaardige atmosfeer. De kleine hoeveelheid zonnestraling, vergeleken met aarde, zou eventuele kolonisatie ook kunnen limiteren. De brandstofkosten om Ceres te bereiken liggen ook hoger dan wat nodig is om Mars te bereiken. Ten slotte, omdat de zwaartekracht op Ceres slechts ongeveer 2,8% is van die op Aarde en een etmaal slechts ongeveer 9 uur duurt, zou dit problemen kunnen opleveren voor de gezondheid van mensen.